# Vikki RPM
Vikki RPM – kolumbijska telenowela wyprodukowana przez Somos Production dla Nickelodeon Latin America. Seria została zaprezentowana jako "Fórmula A". Oryginalny pomysł fabuły wymyślił Eduardo Jiménez-Pons, a napisała go Catharina Ledeboer wraz z Rocio Larą. Premiera miała miejsce 31 lipca 2017 roku na amerykańskiej antenie. W Polsce pierwszy odcinek serialu pojawił się 26 października 2018 roku.  Głównych bohaterów zagrali Samantha Siqueros (Victoria "Vikki" Franco) Stefano Ollivier (Max Legrand), Isabella Castillo (Roxana "Rox" Cruz), Scarlet Gruber (Kira  Rivera) i Leo Deluglio (Iker Borges)

## Bohaterowie
| Aktor                   | Bohater                  | Informacje |
| ----------------------- | ------------------------ | --- |
| Samantha Siqueiros      | Victoria "Vikki" Franco  | Główna bohaterka, pasjonuje się ściganiem gokartami, jej rywalem na torze jest Max Legrand                         |
| Stefano Ollivier        | Max Legrand              | Zawzięcie rywalizuje z Ikerem Borgesem, Poza torem czuje coś do Vikki                                              |
| Leo Deluglio            | Iker Borges              | Pewny siebie, czasami samolubny. Jego najlepszą przyjaciółką jest Rox, której się podoba, lecz on tego nie zauważa |
| Scarlet Gruber          | Kira Rivera              | Kapitanka cheerleaderek, początkowo dziewczyna Maxa, nie lubi Vikki                                                |
| Isabella Castillo       | Roxana "Rox" Cruz        | Jedna z najlepszych przyjaciółek Vikki, jest mechaniczką, podoba jej się Iker                                      |
| Gabriel Tarantini       | Federico "Fede" Toledo   | Najlepszy przyjaciel Maxa, pasjonuje się blogowaniem. Później zakochuje się w Emily                                |
| Angela Rincon           | Penelope "Penny" Damasco | Przyjaciółka Kiry, często przychodzi do El Pitu, aby spotkać się z Oliverem                                        |
| Angelo Vallota          | Oliver Lara              | Pracownik El Pitu, zakochany w Penny,                                                                              |
| Vanessa Blandon         | Emily Santos             | Najlepsza przyjaciółka Vikki, ma dwójkę rodzeństwa                                                                 |
| Saúl Lisazo             | "Turbo" Bonetti          | Dziadek głównej bohaterki, w przeszłości zajmował się gokartami. Ostatecznie jest trenerem Vikki.                  |
| Nicolás Maglione        | Remy Legrand             | Młodszy brat Maxa, przyjaciel Stacey i Billy'ego                                                                   |
| Samuel Sadovnik         | Billy Santos             | Młodszy brat Emily                                                                                                 |
| Daniela Knight          | Stacey Santos            | Młodsza siostra Emily                                                                                              |
| María Gabriela de Faría | Francesca Ortíz          | Najlepsza przyjaciółka Vikki przed przeprowadzką, kocha gokarty                                                    |
| Maité Embil             | Romina Bonetti           | Mama Vikki, jest pielęgniarką w HCDE (Hospital Costa Del Este)                                                     |
| Tatiana Rodríguez       | Chloé Legrand            | Mama Maxa i Remiego                                                                                                |
| Paulo César Quevedo     | Dider Legrand            | Ojciec Maxa i Remiego, trener w wyścigach gokartowych                                                              |
| Yul Bürkle              | Graco Rivera             | Ojciec Kiry, ma grupę sponsorów, którzy pomagają Ikerowi                                                           |
| Ana Karina Manco        | Jacqueline Rivera        | Mama Kiry, nie popiera zachowania swojej córki, ale nie zwraca jej na to uwagi                                     |

## Wersja polska
Wersja polska: na zlecenie Nickelodeon – Start International Polska

Reżyseria:
- Elżbieta Kopocińska (odc. 1-3, 28-30),
- Anna Apostolakis (odc. 4, 6-9, 20-22)

Dialogi polskie: Piotr Radziwiłowicz

Dźwięk i montaż: Janusz Tokarzewski

Kierownictwo produkcji: Anna Krajewska

Nadzór merytoryczny: Aleksandra Dobrowolska

Wystąpili:
- Magdalena Wasylik – Victoria ’Vikki’ Franco
- Grzegorz Borowski – Max Legrand
- Marta Markowicz – Emily Santos
- Justyna Kowalska – Kira Rivera
- Karolina Bacia – Penelope ’Penny’ Damasco
- Przemek Niedzielski – Iker Borges
- Szymon Roszak – Federico ’Fede’ Toledo
- Marta Dobecka – Roxana ’Rox’ Cruz

W pozostałych rolach:
- Anna Ułas – Yolanda
- Monika Węgiel-Jarocińska – Romina Bonetti
- Antoni Scardina – Billy Santos
- Michał Podsiadło – Oliver Lara
- Grzegorz Kwiecień – Didier Legrand
- Sara Lewandowska – Stacey Santos
- Borys Wiciński – Remy Legrand
- Julia Łukowiak – Francesca Ortiz
- Piotr Bajtlik – Graco Rivera
- Anna Gajewska – Jacqueline Rivera
- Janusz Wituch – komentator sportowy
- Magdalena Herman-Urbańska – cheerliderka
- Dominika Kachlik – gwary i epizody
- Damian Kulec – gwary
- Mateusz Narloch
- Jakub Strach
- Emilia Niedzielak

i inni
Lektor: Paweł Bukrewicz

## Odcinki
| Numer odcinka | Tytuł oryginalny                 | Tytuł polski                     | Pierwsza emisja w Polsce |
| ------------- | -------------------------------- | -------------------------------- | ------------------------ |
| 1             | El Kart 299                      | Gokart 299                       | 26.10.2018               |
| 2             | El Piloto Misterioso, parte 1    | Nieznany kierowca – część 1      | 21.11.2018, 22.11.2018   |
| 3             | El Piloto Misterioso, parte 2    | Nieznany kierowca – część 2      | 26.11.2018, 27.11.2018   |
| 4             | Vikki, a dangerous driver        | Vikki, niebezpieczny kierowca    | 28.11.2018, 29.11.2018   |
| 5             | Chica Chatarra                   | Gruchociara                      | 03.12.2018, 04.12.2018   |
| 6             | El Super Heroe de costa del este | Superbohater Costa del Este      | 05.12.2018, 06.12.2018   |
| 7             | El trofeo de Iker                | Puchar Ikera                     | 10.12.2018, 11.12.2018   |
| 8             | El castigo de Max                | Kara Maxa                        | 12.12.2018, 13.12.2018   |
| 9             | La fiesta de Rox                 | Zabawa u Rox                     | 17.12.2018, 18.12.2018   |
| 10            | Legrand                          | Legrand                          | 19.12.2018, 20.12.2018   |
| 11            | Turbo vs Max                     | Turbo kontra Max                 | 14.01.2019               |
| 12            | El mundo mágico de Kira          | Zaczarowany świat Kiry           | 16.01.2019, 17.01.2019   |
| 13            | Licencia de conducir, parte 1    | Licencja wyścigowa – część 1     | 21.01.2019               |
| 14            | Licencia de conducir, parte 2    | Licencja wyścigowa – część 2     | 23.01.2019, 24.01.2019   |
| 15            | Tiempo en contra                 | Wyścig z czasem                  | 28.01.2019, 01.02.2019   |
| 16            | Contra el tiempo                 | Kolacja u Maksa                  | 30.02.2019, 02.02.2019   |
| 17            | Amor, Mentiras, y Resfriados     | Miłość, kłamstwa i przeziębienie | 04.02.2019               |
| 18            | El Oso                           | Miś                              | 06.02.2019, 07.02.2019   |
| 19            | Novios                           | Para                             | 11.02.2019, 12.02.2019   |
| 20            | Buscando a Max                   | Szukając Maksa                   | 13.02.2019, 14.02.2019   |
| 21            | Vikki escurridiza                | Vikki się wymyka                 | 18.02.2019, 19.02.2019   |
| 22            | El principio del fin             | Początek i koniec                | 20.02.2019, 26.02.2019   |
| 23            | Kira al ataque                   | Kira w natarciu                  | 25.02.2019, 26.02.2019   |
| 24            | El rompimiento                   | Pęknięcie                        | 27.02.2019, 28.02.2019   |
| 25            | Un plan pesado                   | Ciężki plan                      | 04.03.2019, 08.03.2019   |
| 26            | Más lejos que nunca              | Dalej niż kiedykolwiek           | 06.03.2019, 07.03.2019   |
| 27            | Bandera Roja                     | Czerwona flaga                   | 11.03.2019, 12.03.2019   |
| 28            | La prueba decisiva               | Decydujący test                  | 13.03.2019, 14.03.2019   |
| 29            | Exposición                       | Wystawa                          | 18.03.2019               |
| 30            | Tan lejos pero…tan cerca         | Tak daleko, ale… tak blisko      | 20.03.2019               |
| 31            | Sol, Mar y Caucho                | Słońce, morze i kauczuk          | nieemitowany             |
| 32            | Comunicación Intercortada        | Przerwane połączenie             | nieemitowany             |
| 33            | Final de fotografía              | Fotofinisz                       | nieemitowany             |
| 34            | Iker y la Varicela               | Iker ma ospę                     | nieemitowany             |
| 35            | Secretos Revelados               | Wyjawione tajemnice              | nieemitowany             |
| 36            | Max llega tarde                  | Spóźniony Max                    | nieemitowany             |
| 37            | ¡¿Francesca?!                    | Francesca                        | nieemitowany             |
| 38            | El Patrocinio                    | Sponsor                          | nieemitowany             |
| 39            | @Margaritaparalchancho           | @margaritaspodchlewika           | nieemitowany             |
| 40            | Matías al descubierto            | Matias zdemaskowany              | nieemitowany             |
| 41            | Complot                          | Zmowa                            | nieemitowany             |
| 42            | ¿Novios otra vez?                | Znów para?                       | nieemitowany             |
| 43            | Castigo Planeado                 | Zaplanowana kara                 | nieemitowany             |
| 44            | Cita a escondidas                | Potajemna randka                 | nieemitowany             |
| 45            | Una Chispa                       | Iskra                            | nieemitowany             |
| 46            | Adiós Food Truck                 | Żegnaj food trucku               | nieemitowany             |
| 47            | Unidos por el Food Truck         | Połączeni. Sprawa food trucku    | nieemitowany             |
| 48            | La piloto misteriosa             | Tajemnicza zawodniczka           | nieemitowany             |
| 49            | Plan de peluche                  | Plan z pluszakiem                | nieemitowany             |
| 50            | El nuevo viejo Pit               | Nowy stary Pit                   | nieemitowany             |
| 51            | La despedida de Max              | Pożegnanie Maksa                 | nieemitowany             |
| 52            | Vikki y Max descubiertos         | Vikki i Max zdemaskowani         | nieemitowany             |
| 53            | Despedida                        |                                  | nieemitowany             |
| 54            | Mi primer día sin Max            |                                  | nieemitowany             |
| 55            | Para mi mamá                     |                                  | nieemitowany             |
| 56            | Ni pesadilla ni sueño            |                                  | nieemitowany             |
| 57            | Lo pasado, pasado                |                                  | nieemitowany             |
| 58            | El Escondite                     |                                  | nieemitowany             |
| 59            | Vikki abandona el campeonato     |                                  | nieemitowany             |
| 60            | Triunfa el amor                  |                                  | nieemitowany             |